# Municipio de Cedar (Míchigan)
El municipio de Cedar (en inglés: Cedar Township) es un municipio ubicado en el condado de Osceola en el estado estadounidense de Míchigan. En el año 2010 tenía una población de 455 habitantes y una densidad poblacional de 5,02 personas por km².

## Geografía
El municipio de Cedar se encuentra ubicado en las coordenadas 43°57′4″N 85°23′41″O / 43.95111, -85.39472. Según la Oficina del Censo de los Estados Unidos, el municipio tiene una superficie total de 90.7 km², de la cual 89,3 km² corresponden a tierra firme y (1,54 %) 1,4 km² es agua.

## Demografía
Según el censo de 2010, había 455 personas residiendo en el municipio de Cedar. La densidad de población era de 5,02 hab./km². De los 455 habitantes, el municipio de Cedar estaba compuesto por el 97,8 % blancos, el 0,22 % eran asiáticos y el 1,98 % eran de una mezcla de razas. Del total de la población el 1,32 % eran hispanos o latinos de cualquier raza.